# Deutzia
Deutzia é um género botânico pertencente à família Hydrangeaceae.